# Zera Yacob
Zera Yacob (în gî'îz ዘርዐ ያዕቆብ; n. 1599, Axum, Statul Tigray, Etiopia – d. 1692) a fost un filozof etiopian, activ în orașul Aksum în secolul al XVII-lea. În lucrarea Hatata, scrisă în 1667, acesta dezvoltă o concepție filozofică similară cu cea a lui René Descartes.